# Not My Will
 (septembre 2012).
Pour plus de détails, voir Fiche technique et Distribution.
Not My Will est un premier film de fiction réalisé en 2010 par le Camerounais Wegmuller Ikome Ekofoa.

## Synopsis
Nalo, une jeune étudiante, est troublée par un rêve où elle est violemment agressée. Elle n'en parle pas à son petit ami, Weg. Simon, un truand qui pratique entre autres méfaits un trafic de chiots sur internet, rencontre Nalo et tente de la séduire avec son argent et son mode de vie flamboyant. La relation de Nalo et Weg part à vau-l’eau. Mais lorsque Nalo découvre la provenance de l’argent de Simon, elle l’humilie publiquement...

## Fiche technique
- Titre : Not My Will
- Réalisation : Wegmuller Ikome Ekofoa
- Pays d'origine : Cameroun
- Production : Wegmuller Ikome Ekofoa
- Coproduction : Chike Dunkwu, Njukeng George, Divine Njonguo
- Scénario : Eka Christa
- Décors : Wegmuller Ikome Ekofoa, Njukeng George
- Image : Njukeng George
- Son : Chike Dunkwu, Obi Valentine
- Montage : Njukeng George
- Musiques : Fanfare St. Cecilia, Mesion Casse, Belle Asong, Sparko, YA, Dr Sley, Stives, Bright Phrase, Wax, Jeri Cleo
- Genre : fiction
- Langue : anglais
- Durée : 76 minutes
- Format : vidéo
- Distribution : Blue Drops Studios